# Casato di Aberffraw

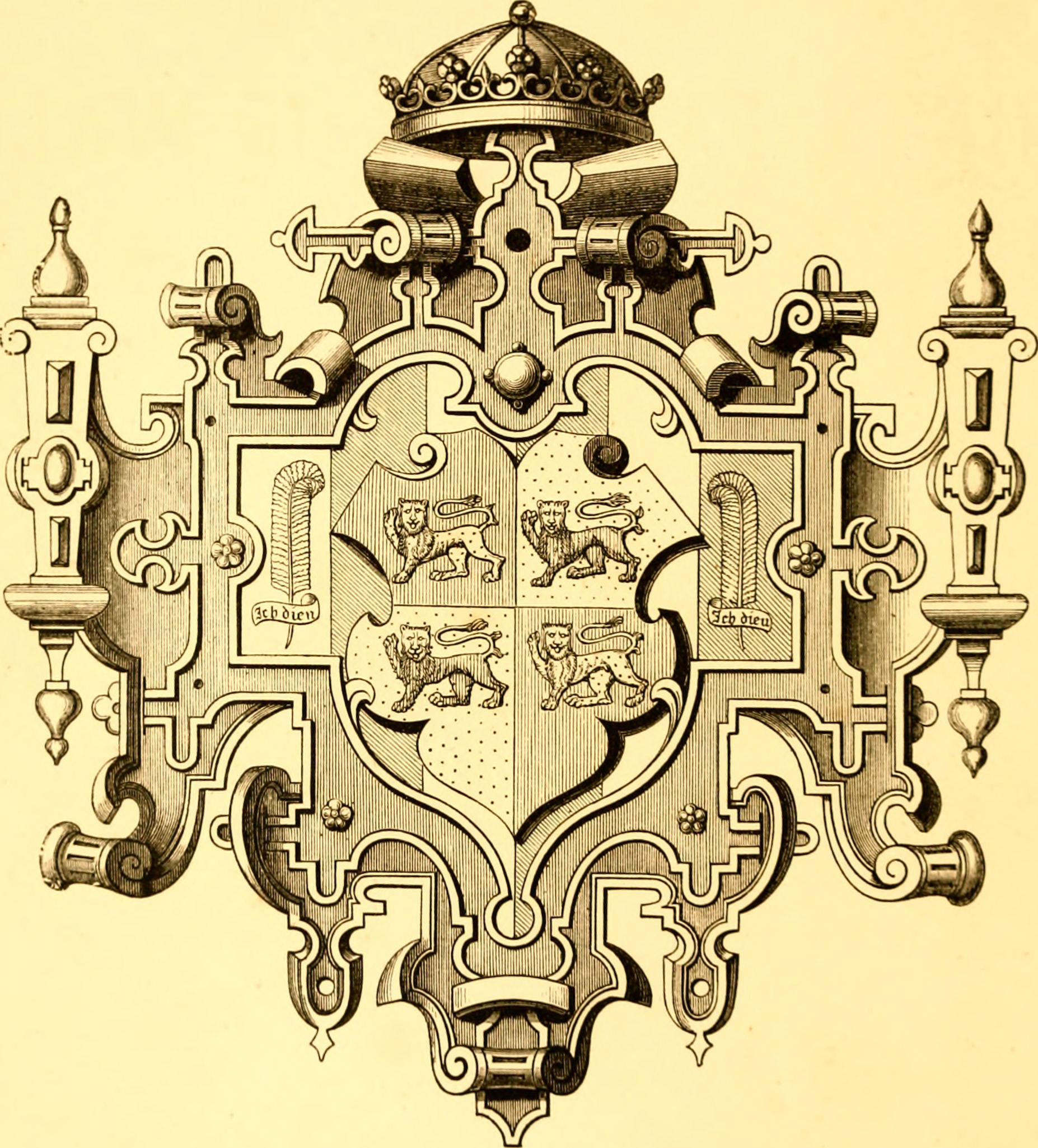
Stemma del Casato di Aberffraw

Casato di Aberffraw è un termine storiografico e genealogico utilizzato per illustrare la linea di successione da Rhodri il Grande del Galles tramite il figlio maggiore Anarawd ap Rhodri.

## Storia

### Origine
Anarawd e i suoi eredi successivi resero il villaggio di Aberffraw su Anglesey (Ynys Môn) la sede del Casato.
Nel X secolo Rhodri il Grande ereditò Gwynedd dal padre e Powys dalla madre, e aggiunse Seisyllwg (Ceredigion e Carmarthenshire) tramite un matrimonio dinastico con Angharad di Seisyllwg. L'influenza di Rhodri nel resto del Galles era significativa, infatti di lui rimase un significativo lascito anche dopo la morte.

### Ascesa
La famiglia fu in grado di stabilire la propria influenza in Gwynedd, la sua tradizionale sfera di influenza, ma nell'XI secolo fu espulsa dal Regno di Powys (Galles centrale) e Deheubarth (Galles dell'ovest) da una serie di forti sovrani del Casato di Dinefwr a Deheubarth, i cugini più giovani. La famiglia Dinefwr discendeva da Cadell, il secondo figlio di Rhodri il Grande. Tuttavia, Gruffydd ap Cynan Aberffraw riuscì a tornare in possesso della propria eredità e della sua posizione come Principe di Gwynedd dagli invasori normanni nel 1100. Owain Gwynedd, figlio di Gruffydd, sconfisse re Enrico II d'Inghilterra ed il vasto impero angioino nel 1157 e nel 1166, il che portò alla proclamazione di Owain come Princeps Wallensium, il principe dei gallesi, da parte di altri signori gallesi. La proclamazione riasserì e ripropose le pretese degli Aberffraw ad essere la principale famiglia reale del Galles, in quanto discendenti in linea diretta da Rhodri il Grande. Questa posizione fu ulteriormente affermata nella biografia La storia di Gruffydd ap Cynan; scritta in latino, la biografia era diretta ad un pubblico situato al di fuori del Galles. Il motivo di questa pretesa era dovuto al fatto che la famiglia Aberffraw non doveva nulla al re inglese per la propria posizione nel Galles, e inoltre essi detenevano autorità nel Galles "per diritto assoluto di discendenza diretta", scrisse lo storico John Davies.

### Principe di Galles
Nel 1216 Llywelyn il Grande aveva ricevuto la fedeltà e l'omaggio dei sovrani Dinefwr al Consiglio di Aberdyfi. Con l'omaggio e la fedeltà degli altri signori gallesi a llywelyn al Consiglio di Aberdyfi, Llywelyn il Grande divenne de facto il primo "Principe del Galles" nel senso moderno, anche se effettivamente fu suo figlio Dafydd ap Llywelyn il primo ad adottare il titolo.

### Sottomissione all'Inghilterra
Tuttavia, nel 1282 la conquista del Galles da parte di Edoardo I d'Inghilterra ridusse largamente l'influenza della famiglia. Re Edoardo obbligò i restanti membri della famiglia a rinunciare alle proprie pretese al titolo di Principe del Galles in base allo Statuto di Rhuddlan del 1284, che abolì anche l'indipendente parìa del Galles. I membri della famiglia Aberffraw più vicini a Llywelyn II furono imprigionati a vita da Edoardo, mentre i membri più distanti della famiglia si nascosero e sparirono dalla circolazione. Altri membri della famiglia continuarono con la pretesa al trono, tra cui Owain ap Tomas ap Rhodri nel XIV secolo. Gli unici discendenti sopravvissuti derivano dalla linea di Caswallon ap Hywe, figlio di Hywel ab Owain Gwynedd e cugino di Llywelyn I ap Iorwerth. Inoltre, se la pretesa di Ednyfed Fychan, capostipite dei Tudor di Penmynydd, di discendere da Maredudd ap Cynan ,nipote di Owain Gwynedd attraverso il figlio illegittimo Cynan ab Owain Gwynedd, fosse vera, questo renderebbe i discendenti dei Tudor pretendenti al trono.